# Seilbruch
Als Seilbruch oder Seilriss bezeichnet man das Durchreißen eines Stahlseiles aufgrund von Materialermüdung oder Überlastung. Insbesondere bei Förderseilen in seigeren oder tonnlägigen Schächten kann ein Seilbruch schwere Folgen haben. Der Seilbruch erfolgt hier in der Regel zwischen der Seilscheibe und dem Förderkorb. Bei Stahlseilen, die zur horizontalen Förderung verwendet werden, sind die Folgen eines Seilbruchs in der Regel nicht so gravierend.

## Grundlagen und Geschichtliches
In der ersten Hälfte des 20. Jahrhunderts waren Seilbrüche an Schachtförderanlagen noch sehr häufig. Oft kam es bei diesen Seilbrüchen dazu, dass der Förderkorb abstürzte und die sich darauf befindlichen Bergleute tödlich verunglückten. So kamen zum Beispiel im März des Jahres 1907 auf dem Bergwerk Gerhard bei einer regelmäßigen Seilfahrt aufgrund eines Seilbruches und anschließendem Absturz des Förderkorbes 22 Bergleute ums Leben. Im März des Jahres 1913 stürzte der mit 14 Bergleuten besetzte Förderkorb auf der belgischen Kohlengrube Maurage nach einem Seilbruch ab, alle 14 Bergleute wurden dabei getötet. In der Zeit von 1940 bis 1952 gab es insgesamt 20 Fälle von Seilbrüchen im Bergbau. Aufgrund der Gefahren durch Seilbrüche waren zu dieser Zeit für Fördermittel von Seilfahrtsanlagen spezielle Fangvorrichtungen vorgeschrieben, die bei einem Seilbruch den Korb vor einem Absturz bewahren sollten. Nachdem etwa ab dem Jahr 1950 die Qualität der Förderseile immer besser wurde, wurden die Fangvorrichtungen wieder abgeschafft. Trotz der verbesserten Seilqualitäten und der verbesserten Prüf- und Überwachungsmethoden kam es in der Zeit von 1960 bis 2010 noch zu sechs Seilbrüchen bei Schachtförderanlagen. Im Jahr 2001 riss ein 76 Millimeter starkes Förderseil, nachdem ein beladenes Fördergefäß aufgrund eines Defektes an den Bremsen der Fördermaschine nicht genügend abgebremst werden konnte und bei abgeschalteter Fördermaschine anfing, in Richtung Schachtsumpf zu treiben. Das leere Fördergefäß prallte anschließend mit so großer Wucht gegen den Prellträger, dass es zum Seilbruch kam. Auf der Schachtanlage Fürst Leopold/Wulfen blieb der unbesetzte Hilfsfahrkorb an einem Schienenstoß der Schachtführung hängen, und da die Korbüberwachung nicht auslöste, bildete sich ein Hängseil. Nach kurzer Zeit löste sich der Korb schlagartig und fiel in das Förderseil. Dabei riss das Förderseil und der Korb stürzte in den Sumpf.

## Verschleißerscheinungen
Stahlseile werden während ihrer Verwendung auf unterschiedliche Weise belastet, dadurch wird ihre Tragfähigkeit allmählich verringert.
Im Laufe der Betriebszeit kommt es durch Strukturveränderungen zu einer Verringerung des Seildurchmessers. Beim Betrieb in korrosiver Atmosphäre und bei Drahtseilen, die längere Zeit aufliegen, kommt es mit der Zeit zu Korrosionen; sie führen ebenfalls zu einer Verkleinerung des Seildurchmessers und somit zu einer Verringerung der statischen Bruchfestigkeit.
Außerdem können sich Rostnester bilden, die ebenfalls das Seil schwächen.
Es gibt zwei Formen des Abriebs, die jeweils den Seildurchmesser an den belasteten Stellen verringern und somit zu einer Verminderung der Tragfähigkeit führen:
- durch die Bewegung der Litzen kommt es zum Abrieb von Seilmaterial, dem „inneren Abrieb“
- durch Bewegungen zwischen dem Seilscheibenfutter und dem Seil, z. B. beim Bremsen oder Schleifen des Seiles an Gegenständen, kommt es zum „äußeren Abrieb“.[6]

Aufgrund der wechselnden Dehnungsbelastung kommt es auch zu einzelnen Drahtbrüchen, die je nach Belastung so an einer Stelle konzentriert sein können, dass ganze Seillitzen brechen.

### Drahtbrüche
Drahtbrüche entstehen überwiegend aufgrund von Materialermüdung oder Materialverschleiß. Dabei entstehen Drahtbrüche immer dort, wo die Belastung des Seiles am größten ist.
Ist der Drahtwerkstoff bereits vorgeschädigt, so kann es durch diese Vorschädigung schon nach kurzer Einsatzzeit zu Drahtbrüchen kommen. Solche Vorschädigungen können bereits bei der Drahtherstellung entstehen, wenn der Draht, bedingt durch den Herstellungsprozess, große Eigenspannungen aufweist.
Eine Untersuchung aus dem Jahr 1996 hat gezeigt, dass Drahtbrüche auch infolge bereits vorher entstandener Drahtbrüche entstehen.
Einzelne Drahtbrüche haben jedoch keinen großen Einfluss auf die Tragfähigkeit des Seiles. Bei einer Untersuchung aus dem Jahr 1997 wurde festgestellt, dass bei Drahtbrüchen in einem Seil die gebrochenen Drähte bereits nach eineinhalbfacher Seilschlaglänge wieder die volle Tragfähigkeit im Seil haben. Erst dann, wenn diese Drahtbrüche in einem kurzen Seilabschnitt konzentriert vorkommen, wird die Tragfähigkeit des Seiles vermindert.

## Überlastung
Förderseile werden speziell für jede Förderanlage dimensioniert. Jedes Seil muss dabei eine ganz bestimmte Bruchkraft besitzen. Diese wird anhand von Seilbruchversuchen der einzelnen Drähte mit anschließender Berechnung und Zerreißen von Probestücken ermittelt. Den ermittelten Werten hält das Seil unter normalen Betriebsbedingungen stand.
Durch abruptes Abbremsen oder ruckartigen Zug am Seil werden diese Werte unter bestimmten Voraussetzungen überschritten.
Bei Förderseilen von Bergwerksförderanlagen treten durch Stoßbeanspruchungen mehr als dreimal so hohe Belastungen auf wie bei normalen Aufzugsanlagen. Dies liegt an den hohen Fördergeschwindigkeiten, mit denen die Förderkörbe bewegt werden. Aufgrund der großen Teufe haben die verwendeten Förderseile ein sehr großes Eigengewicht; dies führt bei Betriebsstörungen dazu, dass im ungünstigsten Fall die Förderseile mit dem sechsfachen Wert der Last beansprucht werden. Bei abruptem Anhalten, z. B. durch Blockieren der Fördermittel oder eine überproportionalen Notbremsung, werden diese Werte noch überschritten, sodass die Bruchkraft des Förderseils überschritten wird und das Förderseil reißt.
Eine solche Überlastung kann auch entstehen, wenn das Fördermittel bei der Abwärtsfahrt hängen bleibt und das Seil weiter nachtreibt. In so einem Fall bildet sich durch das nachtreibende Seil eine als Hängseil bezeichnete Seilschlaufe. Löst sich dann plötzlich das Fördermittel, so fällt es schlagartig mehrere Meter, bis das Hängseil wieder straff gezogen ist. Die Belastung des Seiles kann dabei die Bruchkraft des Seiles überschreiten und das Seil reißen. Seilbrüche aufgrund von Hängseil können bei Trommelfördermaschinen auftreten.

## Vorbeugung
Seit etwa 50 Jahren ist im deutschen Bergbau kein Förderseil mehr aufgrund von Verschleiß gerissen. Dies liegt insbesondere an den verstärkten Kontrollen der Förderseile. So müssen Förderseile regelmäßig durch fachkundige Personen und durch verantwortliche Personen kontrolliert werden. Dazu kommen regelmäßige Überprüfungen durch anerkannte Sachverständige.
Wird bei den Überprüfungen festgestellt, dass die Bruchkraft des Seiles um mehr als 15 Prozent unterschritten ist, so dürfen die Seile nicht mehr für die Seilfahrt verwendet werden.
Verschleißerscheinungen durch Korrosion oder Abrieb werden in der Regel durch Sichtkontrollen erkannt. Äußere Drahtbrüche erkennt man dadurch, dass das Seil leicht stachelig wird.
Innere Drahtbrüche lassen sich jedoch nicht durch äußere Besichtigung feststellen. Um einen genauen Überblick über den Schwächungsgrad des Förderseiles zu erhalten, werden diese Seile bei Bedarf durch zerstörungsfreie Prüfverfahren überprüft. So werden zur Überprüfung der Querschnittsverringerung des Förderseiles durch Korrosion, Abrieb oder Drahtbruch Magnetgeräte zur Streufeldmessung verwendet.